# Wettinia
Wettinia es un género con 27 especies de plantas con flores perteneciente a la familia de las palmeras (Arecaceae).  
El género, creado en 1837, contiene unas 20 especies, pero parecen más a la espera de descubrimientos, teniendo en cuenta que 4 especies - W. aequatorialis , W. lanata ,  W. minima  y W. panamensis - se describen en fecha tan tardía como 1995. El género se divide en dos grupos. Un grupo tiene frutos muy unidos, mientras que el otro, anteriormente clasificados como género Catoblastus, tiene los frutos esparcidos a lo largo de la inflorescencia.  No se sabe si estos grupos son monofiléticos.  El género lleva el nombre de Federico Augusto II de Sajonia, de la Casa de Wettin.

## Descripción
Las palmas del género Wettinia son monoicas, de tamaño mediano a grande, y normalmente con tronco solitario. Tienen raíces zancudas, en un bajo y denso cono de color marrón o negro, y hojas pinnadas. La inflorescencia como una cuerda emerge de las espatas, y crecen con un patrón circular alrededor de uno o más anillos del tronco debajo de la corona del eje. Son unisexuales, carnosas y de color crema o blanco. El fruto es pequeño o mediano y alargado, de color verde azulado a color negro. Crece bien dispersos a lo largo de las ramas o agrupados en un elipsoide similar a una salchicha.

## Distribución
Los miembros de este género se encuentran en toda América Central y América del Sur. Aunque ninguna de las especies son tolerantes a las heladas,  se encuentran principalmente en el clima fresco y en alturas de hasta 2200 m s. n. m. en el caso de Wettinia kalbreyeri, y son especialmente frecuentes a lo largo de las estribaciones de la Cordillera de los Andes.

## Taxonomía
El género fue descrito por Poepp. ex Endl.  y publicado en Genera Plantarum 243. 1837.
Etimología
Wettinia: nombre genérico otorgado en honor de Federico Augusto I de Sajonia de la Casa de Wettin (1750–1827), Rey de Sajonia.

## Especies
Grupo Wettinia:
- Wettinia aequatorialis
- Wettinia augusta Poepp. & Endl.
- Wettinia castanea H.E.Moore & J.Dransf.
- Wettinia fascicularis
- Wettinia hirsuta
- Wettinia lanata R.Bernal
- Wettinia longipetala
- Wettinia minima
- Wettinia oxycarpa Galeano-Garcés & R.Bernal
- Wettinia panamensis R.Bernal
- Wettinia quinaria (O.F.Cook & Doyle) Burret
- Wettinia verruculosa H.E.Moore

Grupo Catoblastus:
- Wettinia aequalis (O.F.Cook & Doyle) R.Bernal
- Wettinia anomala
- Wettinia disticha
- Wettinia drudei
- Wettinia kalbreyeri
- Wettinia maynensis Spruce
- Wettinia microcarpa (Burret) R.Bernal
- Wettinia praemorsa (Willd.) Wess.Boer
- Wettinia radiata (O.F.Cook & Doyle) R.Bernal